# Henryk Sroka (ekonomista)
Henryk Sroka (ur. 9 czerwca 1939, zm. 3 lutego 2015) – polski profesor, ekonomista i informatyk.

## Życiorys
Wieloletni kierownik Zakładu Informatyki w Instytucie Organizacji Przetwarzania Danych na Wydziale Przemysłu (1984-1992) oraz Katedry Informatyki (1992-2009) na Wydziale Zarządzania i Wydziale Informatyki i Komunikacji Uniwersytetu Ekonomicznego w Katowicach. 
22 sierpnia 1995 otrzymał tytuł profesora zwyczajnego.
Współpracował z wieloma uczelniami krajowymi i zagranicznymi, m.in.: Osaka University, Tohoku University, Politechniką Częstochowską i Politechniką Śląską.
Członek Towarzystwa Naukowego Organizacji i Kierownictwa, Rady Naukowej Zakładu Nauk Zarządzania PAN oraz Rady Naukowej Instytutu Przedsiębiorczości PAN. Długoletni prezes Naukowego Towarzystwa Informatyki Ekonomicznej.
Odznaczony Złotym Krzyżem Zasługi oraz Krzyżem Kawalerskim Orderu Odrodzenia Polski. 
Został pochowany na Centralnym Cmentarzu Komunalnym w Katowicach.